# Catatemnus scaber
Espèce
Catatemnus scaber est une espèce de pseudoscorpions de la famille des Atemnidae.

## Distribution
Cette espèce est endémique du Yunnan en Chine. Elle se rencontre dans le district de Longyang.

## Description
Les mâles mesurent de 2,99 à 3,35 mm et les femelles de 4,11 à 4,64 mm.

## Systématique et taxinomie
Cette espèce a été décrite par Hou, Zhao et Zhang en 2023.

## Publication originale
- Hou, Zhao & Zhang, 2023 : « First record of the genus Catatemnus Beier, 1932 from China, with the description of six new species (Pseudoscorpiones, Atemnidae). » ZooKeys, vol. 1168, p. 295–327 (texte intégral).